# 陳克華
陳克華（1961年10月4日—），筆名田自由、陳業、克克，祖籍山東汶上，是一位出身花蓮的眼科醫師、作家、攝影家、畫家、歌手、演員，現為臺北榮民總醫院眼科醫師。

## 經歷
1986年，畢業於臺北醫學院醫學系；並至美國哈佛大學醫學院史蓋本眼科中心(Schepens Eye Research Institute)研究員。
曾擔任《現代詩》主編。作品曾多次被改編為詩劇搬上舞臺，並為多齣舞臺劇及交響樂曲填寫歌詞，本人亦參加舞臺劇及電視劇的演出。填詞的歌曲代表作有王芷蕾《台北的天空》、蘇芮《沉默的母親》、《蝶衣》等。近年創作範圍擴及繪畫、數位輸出、攝影、書法及視覺多媒材藝術創作，舉辦多次展覽並獲獎。其作品（如《欠砍頭詩》、《我撿到一顆頭顱》等）以對政治與道德威權提出聳動挑戰而著名。2006年，他發表〈我的出櫃日〉一文正式宣告出櫃。

## 作品

### 劇本
| 年度 | 書名     | 出版社       | 再版/其它版本 |
| 1981 | 《毛髮》 | 行政院文建會 |               |

### 詩集專著
| 年度 | 書名                                       | 出版社             | 再版/其它版本                        |
| 1983 | 《騎鯨少年》                               | 蘭亭書店           | 1993年再版/蘭亭書店，2003再版/小知堂 |
| 1987 | 《星球紀事》                               | 時報文化           | 1997再版/元尊文化                    |
| 1988 | 《我撿到一顆頭顱》                         | 漢光               | 2020再版/麥田                        |
| 1993 | 《我在生命轉彎的地方》                     | 圓神               | 2004再版/小知堂                      |
| 1993 | 《與孤獨的無盡遊戲》                       | 皇冠文化           |                                      |
| 1995 | 《欠砍頭詩》                               | 九歌               |                                      |
| 1997 | 《美麗深邃的亞細亞》                       | 書林               | 2020年再版                           |
| 1997 | 《別愛陌生人》                             | 元尊文化           |                                      |
| 1997 | 《新詩心經》                               | 歡喜文化           |                                      |
| 1997 | 《看不見自己的時侯》                       | 探索文化           | 歌詞和插畫書集                       |
| 1998 | 《因為死亡而經營的繁複詩篇》               | 探索文化           |                                      |
| 2001 | 《花與淚與河流》                           | 書林               | 2015年再版                           |
| 2006 | 《善男子》                                 | 九歌               |                                      |
| 2009 | 《我和我的同義辭》                         | 角立               | 中英對照                             |
| 2010 | 《心花朵朵：陳克華的心經曼陀羅》           | 台灣明名文化       | 詩十插畫+攝影                        |
| 2011 | 《寂寞．Autopsy》                          | 香港中文大學       |                                      |
| 2011 | 《無明之淚》                               | 株式會社思潮社     | 日文詩集，譯者：三木直大             |
| 2012 | 《阿大，阿大，阿大美國》                   | 角立               |                                      |
| 2012 | 《BODY身體詩》                             | 基本書坊           |                                      |
| 2013 | 《當我們的愛還沒有名字》                   | 釀出版             | 詩+攝影                              |
| 2013 | 《漬》                                     | 釀出版             | 長詩集+攝影                          |
| 2015 | 《一：陳克華詩集》                         | 釀出版             |                                      |
| 2016 | 《乳頭上的天使：陳克華情色詩選 1979-2013》 | 釀出版             |                                      |
| 2017 | 《你便是我所有詩與不能詩的時刻》           | 斑馬線文庫         |                                      |
| 2017 | 《此刻沒有嬰兒誕生》                       | 書林               | 中德對照詩集                         |
| 2018 | 《垃圾分類說明》                           | 書林               | 中英對照詩集，譯者：林為正           |
| 2018 | 《嘴臉》                                   | 斑馬線文庫         |                                      |
| 2018 | 《天光微微一陳克華自選詩（1980一2015）》   | 紐約新世紀         | 中英對照詩集                         |
| 2019 | 《鬼入門：陳克華詩集》                     | 釀出版             | 詩十圖（吳衍震）                     |
| 2019 | 《內心風景》                               | 紐約新世紀         | 中英對照詩集，譯者：林為正           |
| 2019 | 《天使遺書》                               | 紐約新世紀         | 中韓對照詩集，譯者：洪君植           |
| 2019 | 《失眠者：微型科幻小說》                   | 杜葳               |                                      |
| 2020 | 《寫給我62個男人的備忘錄》                 | 斑馬線文庫         |                                      |
| 2021 | 《戴著口罩唱歌》                           | 斑馬線文庫         | 隨書附贈陳克華畫作訂製款口罩         |
| 2021 | 《零點零零》                               | 從容國際文化       |                                      |
| 2022 | 《父親》                                   | 從容國際文化       |                                      |
| 2022 | 《好鳥擋路：陳克華同志詩選(1978-2021)》    | 斑馬線文庫有限公司 |                                      |
| 2023 | 《南濱消失：陳克華攝影詩文集》             | 斑馬線文庫有限公司 |                                      |
| 2024 | 《他在花蓮寫作》                           | 斑馬線文庫有限公司 |                                      |

### 詩集合著
| 年度 | 書名                                 | 出版社     | 作者 |
| 1986 | 《日出金色》                         | 文鏡       | 柯勝隆 、陳克華 、林燿德 、也駝 、赫胥氏 |
| 2005 | 《桂冠與蛇杖——北醫詩人選》           | 九歌       | |
| 2010 | 《妖怪 純情詩》                      | 心靈工坊   | |
| 2022 | 《徙：臺灣當代詩人十三家》           | 書林       | 作者：陳義芝、陳克華、陳黎、陳育虹、鴻鴻、零雨、商禽、吳晟、瘂弦、楊佳嫻、楊牧、顏艾琳、周夢蝶(中英對照)譯者：喬治．歐康奈爾（George O'Connell） |
| 2024 | 《讓我為你解釋，你為什麼沒有肚臍？》 | 斑馬線文庫 | 作者：林豪鏘 , 陳克華 |

### 散文專著
| 年度 | 書名                                           | 出版社     | 再版/其它版本   |
| 1986 | 《愛人》                                       | 漢光       |                 |
| 1989 | 《給從前的愛》                                 | 圓神       | 2004再版/小知堂 |
| 1993 | 《無醫村手記》                                 | 圓神       |                 |
| 1994 | 《惡聲：陳克華電影筆記》                       | 皇冠文化   |                 |
| 1998 | 《文化研究：霍爾訪談錄》                       | 元尊文化   |                 |
| 1998 | 《在城市中迷失的地圖》                         | 元尊文化   |                 |
| 1998 | 《顛覆之煙》                                   | 九歌       |                 |
| 2003 | 《我和我的花痴妹妹：寫給異性戀男人的情色筆記》 | 春天       | 編者：楊淑慧    |
| 2003 | 《哈佛．雷特》                                 | 九歌       |                 |
| 2004 | 《夢中稿》                                     | 小知堂     |                 |
| 2006 | 《寂寞的邊境：陳克華的視界地圖》               | 小知堂     | 散文十攝影      |
| 2007 | 《我旅途中的男人。們》                         | 原點       | 散文十攝影      |
| 2012 | 《老靈魂筆記》                                 | 聯合文學   |                 |
| 2013 | 《我的雲端情人》                               | 二魚文化   |                 |
| 2014 | 《該丟棄哪隻》                                 | 九歌       |                 |
| 2016 | 《樓下住個GAY》                                | 二魚文化   |                 |
| 2018 | 《與騎鯨少年相遇：陳克華的「詩想」》           | 臺灣商務   |                 |
| 2019 | 《欸》                                         | 斑馬線文庫 |                 |
| 2021 | 《無醫村手記：重回靜浦》                       | 斑馬線文庫 |                 |
| 2022 | 《一個人的午夜場》                             | 書林       |                 |

### 小說專著
| 年度 | 書名                 | 出版社 | 再版/其它版本       |
| 1989 | 《陳克華極短篇》     | 爾雅   | 1990再版            |
| 1997 | 《愛上一朵薔薇男人》 | 遠流   | 1998年再版/元尊文化 |

### 小說合著
| 年度 | 書名       | 出版社 | 再版/其它版本 |
| 1997 | 《絕情書》 | 遠流   | 編者：徐美慶  |

### 音樂專輯
| 年度 | 書名     | 出版社   | 再版/其它版本                                                       |
| 2006 | 《凝視》 | 巨禮文化 | 詩歌吟唱：陳克華、林千惠，演奏：北京中央音樂學院；2014年/水晶玻璃版 |
| 2017 | 《日出》 | 巨禮文化 |                                                                     |

### 攝影集
| 年度 | 書名                 | 出版社   | 再版/其它版本  |
| 2010 | 《看見看不見的空間》 | 二魚文化 | 鄭慧正、陳克華 |

### 翻譯文集
| 年度 | 書名                   | 出版社   | 再版/其它版本    |
| 2016 | 《十四天克服你的焦慮》 | 光潽文創 | 原著：康薩仁波切 |

### 文學研究選編
| 年度 | 書名              | 出版社     | 再版/其它版本 |
| 2018 | 《K書：試刊號？》 | 黑眼睛文化 | 編者：列維    |

## 榮譽
- 新聞局金鼎獎最佳歌詞獎 (《沉默的母親》)
- 新聞局金鼎獎最佳專輯獎 (《台北的天空》)
- 時報文學獎
- 聯合報文學獎
- 第一屆陽光詩獎
- 台北文學獎新詩組得獎人 (《美麗深邃的亞細亞》)
- 第三屆文薈獎報導文學獎第一名
- 文建會台灣文學獎散文評審獎
- 教育部文藝創作獎
- 全國學生文學獎
- 中國時報五十週年青年百傑獎《文藝類》
- 中國新詩協會《八十九年度傑出詩人獎》[12][8][3]

## 爭議
2018年5月30日，陳克華在臉書發表發文稱「現在的女生好像很嚮往當妓女」，引發外界強烈抨擊其仇女言論，之後陳除刪除兩篇爭議文章，傍晚時也在臉書發文道歉，但其聲明內容被許多網民認為並無實質歉意，僅是將自己塑造為無辜之人。對比其發表文章述及「可是在我真正聆聽之前，妳何不先閉上妳的陰唇」等內容，網民評論他：「他變醜了。
變得非常、非常、一個，純粹只是醜怪的東西而已。」。北榮針對他的不當發言，在晚間7點半召開記者會表示，北榮一向重視並推動性別平等，針對陳克華醫師在個人臉書發表不當言論，造成社會大眾不安，就其個人行為深感遺憾與抱歉。
現代婦女基金會副執行長林淑芬認為他對性別的評斷是雙重標準，並表示：「對於性別的意見，若是理性的，還可以大家一起來討論，但這些內容顯見充滿偏見，以個人經驗及喜好來評論，只是更加深性別間的紛爭與衝突，對社會產生負面影響」。
醫改會董事長劉淑瓊表示，個人言論與價值觀，應該要和醫療專業行為有所區隔，醫師看診時應受到醫療專業倫理規範，平等、不帶歧視偏見對待每個病人。。

## 外部連結
- 陳克華的Facebook專頁
- 【Out People│陳克華：道別迫害，自在去愛】 - YouTube （页面存档备份，存于）
- 乙皮畫廊 iP Art Gallery: 陳克華 Chen, Ke-Hua （页面存档备份，存于）
- 陳克華詩作選輯
- Schepens Eye Research Institute （页面存档备份，存于）

### 延伸閱讀
- 陳克華：我為何反對同性戀 （页面存档备份，存于）
- 陳克華：中年女人煉獄 （页面存档备份，存于）
- 陳克華：Grinder 裡的各種同志暗號
- [我看多元成家No.2 從遊行中離開….. by 陳克華（醫生/作家） | 台灣伴侶權益推動聯盟 tapcpr]
- 陳克華──曼陀羅花開了，詩正分泌…… （页面存档备份，存于）